# Jan Karol Krajewski
Jan Karol Krajewski (ur. 10 grudnia 1895 w Ksanach na Kielecczyźnie, zm. między 4 a 7 kwietnia 1940 w Katyniu) – porucznik broni pancernych rezerwy Wojska Polskiego, kawaler Krzyża Walecznych, ofiara zbrodni katyńskiej.

## Życiorys
Urodził się w rodzinie Józefa i Marii z Zeydlerów. Dowborczyk. W 1920 członek załogi pociągu pancernego „Danuta”. W  1923 i 1924 roku był oficerem rezerwy 8 pułku piechoty Legionów w stopniu porucznika ze starszeństwem z dniem 1 czerwca 1919 i 2495 lokatą w korpusie oficerów piechoty.   
W okresie międzywojennym przydzielony w 1930 do 1 dyonu samochodowego. W 1931 ukończył kurs samochodowy w Centrum Wyszkolenia Broni Pancernej. W 1932 był w kadrze 1 dywizjonu samochodowego w stopniu porucznika rezerwy ze starszeństwem z 1 czerwca 1919 i 36 lokatą w korpusie oficerów rezerwy samochodowych. Był przydzielony do PKU Warszawa Miasto III. 
Studiował w Wyższej Szkole Handlowej i prawo w grupie prawniczej Wydziału Prawa i Nauk Społeczno-Ekonomicznych Katolickiego Uniwersytetu Lubelskiego. Pracował jako dziennikarz. Mieszkał w Warszawie.

W 1939 zmobilizowany. W kampanii wrześniowej wzięty do niewoli radzieckiej. Według stanu na grudzień 1939 był jeńcem obozu w Kozielsku. Między 3 a 5 kwietnia 1940 przekazany do dyspozycji naczelnika smoleńskiego obwodu NKWD – lista wywózkowa bez numeru z 2.04.1940. Został zamordowany między 4 a 7 kwietnia 1940 przez NKWD w lesie katyńskim. Zidentyfikowany podczas ekshumacji prowadzonej przez Niemców w 1943, zapis w dzienniku ekshumacji pod datą 15.05.1943. Figuruje na liście AM-223-2107 i liście Komisji Technicznej PCK pod numerem: GARF-75-02107. Przy szczątkach w mundurze oficerskim z dystynkcjami porucznika znaleziono świadectwo szczepień obozowych nr 3347 i legitymację członkowska Klubu Wioślarskiego „Wisła”. Nazwisko Krajewskiego znajduje się na liście ofiar (pod nr 2107) opublikowanej w Gońcu Krakowskim nr 133 i w Nowym Kurierze Warszawskim nr 138 z 1943. W Archiwum Robla nazwisko Krajowskiego występuje na liście „Dane osobowe i adresy oficerów 7 plutonu” ze znakiem „Kierownictwo Zaopatrzenia Broni Pancernych, Warszawa, Mokotów, ul. Racławicka 1 m 4” i spisie nazwisk „20 wagonu” (pakiet nr 0456-01, 03) znalezionych przy niezidentyfikowanym wojskowym. Krewni do 1946 poszukiwali informacji przez Biuro Informacji i Badań Polskiego Czerwonego Krzyża w Warszawie.
5 października 2007 minister obrony narodowej Aleksander Szczygło mianował go pośmiertnie na stopień kapitana. Awans został ogłoszony 9 listopada 2007, w Warszawie, w trakcie uroczystości „Katyń Pamiętamy – Uczcijmy Pamięć Bohaterów”.

## Ordery i odznaczenia
- Krzyż Walecznych
- Krzyż Zasługi
- Medal Pamiątkowy za Wojnę 1918–1921
- Krzyż Kampanii Wrześniowej – pośmiertnie 1 stycznia 1986[12]
- Odrzucone dwa wnioski odznaczeniowe z 9 V 1933 i 20 X 1937[3].